# 2006年の北朝鮮における洪水
2006年の北朝鮮における洪水（2006ねんのきたちょうせんにおけるこうずい）では、2006年7月中旬の朝鮮民主主義人民共和国（北朝鮮）に降った大雨で発生した洪水について解説する。

## 被害状況
北朝鮮の国営放送である朝鮮中央通信が8月3日に報じたところによると、この水害で「多くの人命と資源が失われた」という。また、北朝鮮とのつながりがある北朝鮮系メディアの朝鮮新報は、8月上旬の新聞で、洪水によって少なくとも549人が死亡、295人が行方不明となっており、家屋を失った人は6万人にも上ると報じた。北朝鮮国民を支援する韓国の非政府組織のグッドフレンズは、洪水によって54,700人が死亡・行方不明に、250万人が住居を失ったと推定している。cattlenetwork.com の伝えるところによれば、江原道・開城特別市・平安南道・咸鏡南道・黄海南道の地域にある農業用地が甚大な被害を受けたという。また、アメリカが運営するラジオ・フリー・アジアでは、数か所で「道路や橋への広範囲のダメージにより、大勢の人々が住み処を追い出されたり立ち往生すると同時に、村全体が流され、主要な公共施設が破壊された」という赤十字社の言及を取り上げた。更に、ラジオ・フリー・アジアでは、「12,000戸の住居が完全に破壊され、5万から6万人もの人々が家を失ったのではないか」「平安南道・黄海北道・江原道・咸鏡南道が最も甚大な被害を受けた地域となった」とも伝えている。
以下で具体的な数値を示すが、情報源によって数値は異なる。
- 死者・行方不明者合わせて数百人（北朝鮮政府）[6]。
- 死者151人、行方不明者29人（赤十字社）[7]。
- 死者154人、行方不明者127人（国連）[7]。
- 死者549人、行方不明者295人、負傷者3043人（チャイナデイリー）[8]。
- 行方不明者合わせて54,700人（韓国に拠点を置く非政府組織・グッドフレンズ）[2]。

洪水は、首都の平壌直轄市でも16年振りに起こった。この年のアリラン祭は、会場の綾羅島メーデー・スタジアムが被害に遭ったために中止された。

## 支援活動
韓国の民間団体である、韓国JTSは、この災害に対する支援をいち早く行った団体であり、8月3日にインスタントラーメンや小麦粉といった食料や衣類など約1億ウォン（当時のレートで約10万8千ドル）相当の支援物資を送った。翌日4日にもJTSは医薬品をはじめとする約6万ドル相当の支援物資を送っている。当初は、北朝鮮政府による韓国側への支援要求は乏しく、また、韓国政府系組織からの援助を拒んでいたが、後に韓国政府は洪水被害の支援として2000万ドルの支援を行うことを北朝鮮と合意した。

## 註釈
1. ↑  922.9ウォン/米ドル[11]